# Abri Bridge Creek
Ne doit pas être confondu avec Bridge Creek Cabin.
L'abri Bridge Creek est un refuge de montagne des North Cascades relevant du comté de Chelan, dans l'État de Washington, dans le Nord-Ouest des États-Unis. Protégé au sein du parc national des North Cascades, il est inscrit au Registre national des lieux historiques depuis le 10 février 1989.